# Сицке де Грот
Сицке де Грот  (нід. Sytske de Groot, 3 квітня 1986) — нідерландська веслувальниця, олімпійська медалістка.

## Виступи на Олімпіадах
| Олімпіада   | Дисципліна                     | Місце |
| ----------- | ------------------------------ | ----- |
| Лондон 2012 | вісімка розстібна зі стерновим | 3     |

## Зовнішні посилання
- Досьє на sport.references.com

1. ↑  Sytske de Groot